# Rhene ipis
Rhene ipis là một loài nhện trong họ Salticidae.
Loài này thuộc chi Rhene. Rhene ipis được Irving Fox miêu tả năm 1937.